# Moravan (spolek)

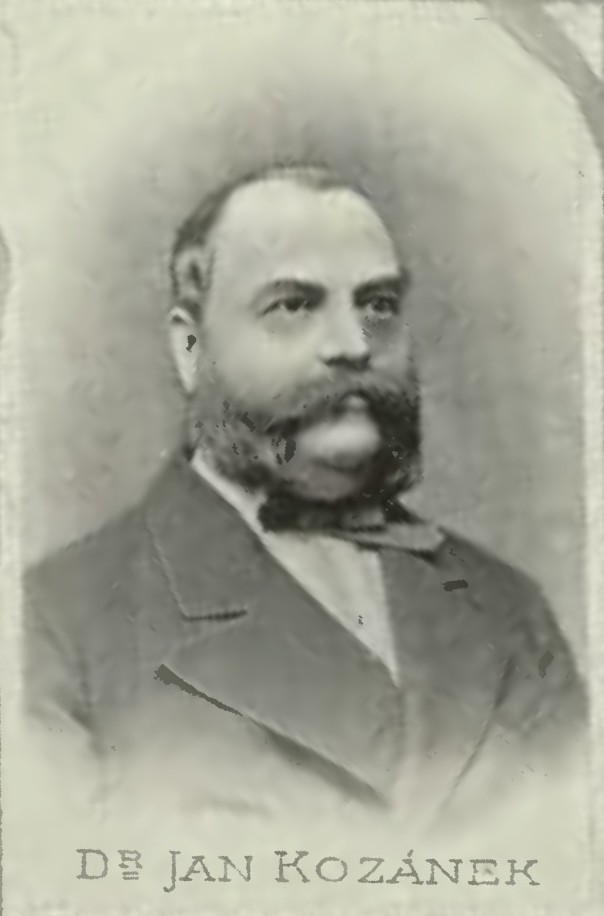
Mecenáš Občanské besedy JUDr. Jan Kozánek

Moravan je pěvecký sbor v Kroměříži.
V roce 1862 se z německy orientovaného čtenářského sdružení Casino v Kroměříži odtrhla část členů, kteří utvořili vlastní český čtenářský spolek, který dostal později jméno Občanská beseda. V čele tohoto klubu stál mecenáš JUDr. Jan Kozánek, členem výkonného výboru byl další kroměřížský politik JUDr. Vilibald Mildschuh. Později se ve spolku založila pěvecko-hudební sekce, která se v březnu 1863 proměnila ve spolek Moravan. Začínal pouze jako mužský pěvecký sbor. V roce 1871 byl v Kroměříži založen ženský pěvecký sbor Vlastimila. Sbor Vlastimila se k Moravanu později připojil. Působí dosud. Minulost spolku je spojena s významnými jmény jako byl Antonín Dvořák či Leoš Janáček.

## Historie

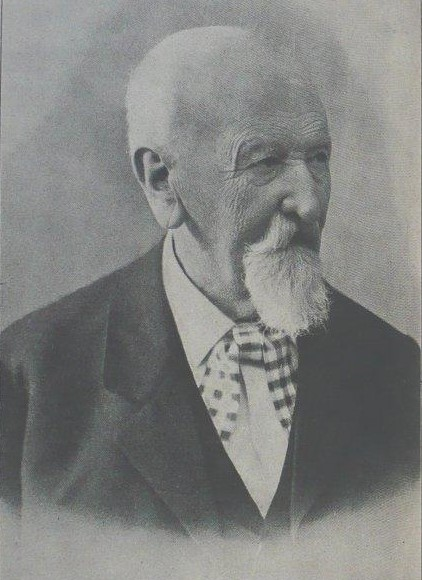
Rudolf Thurn-Taxis vedl spolek od roku 1877

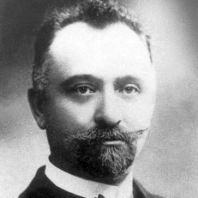
Ferdinand Vach vedl spolek od roku 1887

- 1863: první veřejné vystoupení na pohřbu učitele a národního buditele Františka Mirovíta Lorence[1]
- 1865: proběhlo svěcení Mánesova praporu spolku Moravan. Tuto událost připomíná pamětní deska umístěná na kroměřížském Velkém náměstí.
- 1866: jako sbormistr působil Karel Cigna[2]
- 1871: v Kroměříži byl založen ženský pěvecký sbor Vlastimila, který se roku 1882 připojil k Moravanu.
- 1877: se ujal vedení sboru dr. Rudolf Thurn-Taxis, pozvedl úroveň svými vysokými nároky. Program Moravana se obohatil o skladby Bendlovy, Blodkovy, Dvořákovy, Fibichovy, Smetanovy.
- 1882: protektorem a mecenášem sboru JUDr. Emil Kozánek. Udával směr styky především s Antonínem Dvořákem, kterého poznal již za dob svých pražských studií. Byla založena hudební škola Moravanu.[3]
- 1883: Moravan má 176 členů.
- 1887: dirigentem Moravana se stal ředitel hudební školy Ferdinand Vach. Uvedl provedení Dvořákovy kantáty Stabat Mater roku 1886. Řídil ji sám skladatel.
- 1887: Vach uvedl Dvořákův Hymnus
- 1891-1905: Moravan nacvičil Svatou Ludmilu a roku 1892 Dvořákovo Requiem.
- 1904: Uvedení skladby „Svatební košile“, dále nacvičil díla Smetanova, Fibichova, Bendlova, Novákova, Jeremiášova, Janáčkova (oratorium Amarus v r. 1900 za autorova řízení), Palestrinova a ruských skladatelů.
- 1905: Ferdinand Vach odchází od spolku.
- 1905–1919: Po odchodu Vacha stojí v čele Rauscher, Fritz a Šula, až do konce 1. světové války.
- 1919–1949: éra Eugena Třasoně, Vachova žáka a nástupce. Díla z klasiky i moderny. Hrál se Emil Axman, Josef Bohuslav Foerster, Jaroslav Křička, Josef Suk, Leoš Janáček. Mnozí ze skladatelů uvedených v předchozím výčtu se stali čestnými členy spolku Moravan. Někteří dokonce přijížděli do Kroměříže řídit provedení svých skladeb. V této době Moravan uvedl také skladby z archivu kroměřížského zámku jako skladby Michnovy, Vejvanovského a Simona a Scto Bartholomaea. Po Třasoňově smrti se ujal vedení Moravanu Vachův synovec Vladimír Vach.
- 1949-1963: Vladimír Vach řídil sbor do roku 1963. Po něm se ujali vedení sboru P. Procházka a J. Hýl.
- 1973: na budově kroměřížského gymnázia byla Ferdinandu Vachovi odhalena pamětní deska.
- 1975–1976: sbormistrem kontrabasista, profesor Konzervatoře P. J. Vejvanovského Miloslav Gajdoš.
- 1977: do čela Moravanu se postavila Magdalena Horká, po ní nastoupili Jiří Kučera a Filip Macek. Ve sboru zpívá kolem dvaceti zpěváků různého věku.

## Současnost
- 1996–2012: stál v čele Moravanu sbormistr a dirigent Antonín Hudeček. Spojení se smíšeným pěveckým sborem Občanská beseda Kyselovice. Sloučená tělesa provádějí kromě jiného také skladby méně známých moravských skladatelů (Stanislav Vrbík, Stanislav Kyselák, František Perna či Josef Schreier). Navázána trojstranná spolupráce s pěveckým sborem Slavoš Beroun a Súchovským speváckým zborom ze Suché nad Parnou (Slovensko). Počíná tradice vystupování v hanáckých krojích, např. při Dožínkách Zlínského kraje, zájezdových vystoupeních na Slovensku nebo Zemědělské výstavě v Kroměříži. V této době čítá sbor kolem pětatřiceti členů.
- 2011: na domě významných kroměřížských pěvců, manželů Drápalových byla umístěna pamětní deska
- 2012: nastoupil nový dirigent Miroslav Uhlíř
- 2013: provedení Jubilejního koncertu ke 150. výročí založení sboru v sále Kina Nadsklepí v Kroměříži
- 2014–2015: Pěvecký sbor Moravan Kroměříž vystupuje několikrát ročně na veřejnosti, ať už jsou to pravidelné vánoční koncerty, Noc kostelů, dožínky, festivaly a další příležitosti. V letech 2014-2015 byl počet evidovaných členů 45.